# Gil Isoart
 (mai 2018).
Gil Isoart, né le 8 octobre 1968 à Nice, est un danseur et pédagogue français.

## Formation
Il étudie au Conservatoire régional de Nice avec Janine Monin, puis à l'école de danse de l'Opéra de Paris sous la direction de Claude Bessy, avec Gilbert Mayer et Serge Golovine. Il sera particulièrement influencé par son maître Alexandre Kalioujny, professeur du Ballet de l'Opéra de Paris. Gil Isoart a été danseur soliste en tant que sujet de l'Opéra de Paris sous la direction de Rudolf Noureev et étoile du Ballet national de Nancy et de Lorraine sous la direction Pierre Lacotte. Il est professeur du Ballet de l'Opéra de Paris, professeur au Conservatoire national supérieur de musique et de danse de Paris, maître de ballet, chorégraphe

## Carrière
Il s'est distingué dans différents rôles dans la compagnie de Ballet de l'Opéra de Paris,, particulièrement dans le rôle de James de La Sylphide, dans la version de Pierre Lacotte, qui lui a valu deux distinctions le Prix AROP (Prix de l'Association pour le rayonnement de l'Opéra de Paris) ainsi que le Prix du Cercle Carpeaux (Prix de la critique), l'Idole dorée dans La Bayadère, chorégraphie de Rudolf Noureev, le prince Drosselmeyer dans Casse-noisette de Rudolf Noureev, Mercutio dans Roméo et Juliette de Rudolf Noureev, Lysandre dans Le Songe d'une nuit d'été de John Neumeier, Mélancolique dans Les Quatre tempéraments de George Balanchine, Dark Elegies d'Antony Tudor, le chorégraphe télé dans Le Concours de Maurice Béjart, Pas-Parts de William Forsythe, Pulcinella de Douglas Dunn, MC 14-22 d'Angelin Preljocaj, Andreauria d'Édouard Lock, Moves de Jerome Robbins, le fiancé dans Les Noces de Bronislava Nijinska, Pavane de Michel Kelemenis, et beaucoup d'autres.
Plusieurs chorégraphes le choisissent pour créer des rôles comme Pierre Lacotte (le rôle d'Inigo dans sa reconstitution de Paquita)  Nicolas Le Riche (Incitatus dans Caligula), Kader Belarbi (Linton dans sa version de Wuthering Heights d'après le roman Les Hauts de Hurlevent d'Emily Brontë, Jean-Claude Gallotta (le fiancé dans Nosferatu).
Le chorégraphe japonais Saburo Teshigawara l'invite dans sa compagnie Karas pour créer sa pièce Kazahana en 2004.
Avec le Ballet national de Nancy et de Lorraine, il dansera Giselle dans la reconstitution historique de Pierre Lacotte, Thème et Variations de George Balanchine, Les Illuminations de Thierry Malandain...
Il sera invité en tant que principal dans différentes compagnies et galas aux États-Unis, Allemagne, Japon, Canada.
Il clôturera sa carrière de danseur soliste avec l'Opéra-ballet Atys de Lully sur un livret de Philippe Quinault dans la mise en scène de Jean-Marie Villégier, avec Les Arts Florissants dirigé par William Christie et la compagnie Les Fêtes galantes de Béatrice Massin. Il se produira à l'Opéra-Comique, à l'opéra du château de Versailles, ainsi qu'à la Brooklyn Academy of Music de New York. Une captation de la reprise de 2011 réalisée par François Roussillon est disponible en DVD et Blu-Ray chez Fra/Opéra-Comique.

## Pédagogie assistant-chorégraphe
Depuis Gil Isoart, après avoir obtenu le diplôme d'État et le certificat d'aptitude de professeur de danse, enseigne dans différents lieux (comme le Bolchoï, le Royal Ballet,  le Tokyo Ballet, la compagnie d'Angelin Preljocaj, l'école de danse de l'Opéra de Paris, l'École nationale supérieure de Marseille, le Teatro San Carlo, le CCN de Nancy, la compagnie Wayne McGregor).
Svetlana Zakharova l'invite comme représentant pédagogique spécial pour la technique française dans le cadre du Centre Cirius pour la promotion des jeunes artistes russes les plus talentueux.
Il enregistre pour l'éditeur japonais Shinshokan trois Dvds pédagogiques avec deux danseurs étoiles de l'Opéra de Paris, Dorothée Gilbert et Mathieu Ganio,.
Il remonte La Sylphide de Pierre Lacotte pour le Théâtre Colón à Buenos Aires et l'Opéra de Paris, D'ores et déjà de Béatrice Massin et Nicolas Paul (ballet créé à l'occasion du tricentenaire de l'école de danse de l'Opéra de Paris) pour cette même école, Marco Spada de Pierre Lacotte pour le Bolchoï.
Il est actuellement professeur officiel du Ballet de l'Opéra de Paris et du Conservatoire national supérieur de musique et de danse de Paris.

## Filmographie
Ballets de l'Opéra de Paris :
- La Bayadère, version Rudolf Noureev avec Isabelle Guérin, Élisabeth Platel, Laurent Hilaire et les danseurs de l'Opéra de Paris
- La Sylphide, version de Pierre Lacotte avec Aurélie Dupont, Mathieu Ganio, Isabelle Ciaravola et les danseurs de l'Opéra de Paris
- MC 14-22 d'Angelin Preljocaj et les danseurs de l'Opéra de Paris
- Atys, tragédie-ballet de Lully, avec Les Arts Florissants dirigé par William Christie et Les Fêtes Galantes de Béatrice Massin
- Soir de fêtes, avec Stephen Bern, soirée au château de Versailles

Pédagogie :
- Épreuves de danse, Dvds du Ministère de la Culture et de l'Éducation nationale, 2012, 2014
- Les cours prestigieux avec Dorothée Gilbert et Alessio Carbone (DVD à la barre, Dvd au centre) Shinshokan Japon
- La leçon de danse noble de Mathieu Ganio, Shinshokan Japon
- Tricentenaire de l'École de danse de l'Opéra de Paris, D'ores et déjà de Béatrice Massin et Nicolas Paul
- Marco Spada de Pierre Lacotte avec David Haldberg, Evgenia Obratzova, Olga Smirnova, Semyon Chudin, Igor Tvsirko et la compagnie du Bolshoi de Moscou
- Graines d'étoiles, 5 ans après, Arte
- La Classe d'Alexandre Kalioujny" avec Elisabeth Platel et Charles Jude, Noëlla Pontois, Attilio Labis et les élèves de l'école de danse de l'Opéra de Paris
- La jambe d'appui dans tous ses états film d'Odile Rouquet, collection Approche somatique et apprentissage des gestes techniques et artistiques

## Récompenses et prix
- Premier Prix à l'unanimité du Jury Conservatoire régional de Nice
- Prix de l'AROP[8]
- Prix du Cercle Carpeaux en 1990[9]
- Prix de la presse Ballet 2000
- Prix spécial du Jury, prix Florence Gould Concours International de Paris[10]
- Diplôme d'État de professeur de danse
- Certificat d'aptitude de professeur de danse